# Clasificación para la Copa Africana de Naciones de 1976
La clasificación para la Copa Africana de Naciones 1976 fue llevada a cabo para determinar que selecciones clasificarían a la edición de 1976 del torneo entre selecciones más importante de África. Etiopía estaba clasificada automáticamente al ser local y Zaire, al ser el campeón defensor. 30 selecciones definieron quienes serían los otros seis clasificados (Aunque 3 abandonaron sin jugar ningún partido). Este torneo clasificatorio se llevó a cabo mediante una ronda preliminar donde competían los 12 peores países mediante el sistema de eliminación directa en formato de ida y vuelta. Luego, otras dos rondas donde se incorporarían las otras 18 selecciones con el mismo sistema.

## Ronda preliminar
| Libia   | 1:1 | Túnez | Gambia  | 0:6 | Marruecos |
| Níger   | w/o | Benín | Burundi | 2:1 | Somalia   |
| Liberia | 0:3 | Togo  | Malí    | w/o | Lesotho   |

| Partido   | Partido          | Partido | Partido          | Partido   | Lugar      | Estadio         | Fecha                   |
| Túnez     |                  | 1:0     | Bandera de Libia | Libia     | Túnez      | El Menzah       | 10 de noviembre de 1974 |
| Libia     | Bandera de Libia | 1:0     |                  | Túnez     | Trípoli    |                 | 22 de noviembre de 1974 |
| Marruecos |                  | 3:0     |                  | Gambia    | Casablanca | Stade D'Honneur | 10 de agosto de 1975    |
| Gambia    |                  | 0:3     |                  | Marruecos | Banjul     |                 | 24 de agosto de 1975    |
| Níger     |                  | w/o     | Bandera de Benín | Benín     |            |                 | -                       |
| Benín     | Bandera de Benín | o/w     |                  | Níger     |            |                 | -                       |
| Somalia   |                  | 1:0     |                  | Burundi   | Mogadiscio |                 | 10 de agosto de 1975    |
| Burundi   |                  | 2:0     |                  | Somalia   | Buyumbura  |                 | 24 de agosto de 1975    |
| Togo      |                  | 1:0     |                  | Liberia   | Lomé       |                 | 10 de agosto de 1975    |
| Liberia   |                  | 0:2     |                  | Togo      | Monrovia   |                 | 24 de agosto de 1975    |
| Malí      |                  | w/o     |                  | Lesotho   |            |                 | -                       |
| Lesotho   |                  | o/w     |                  | Malí      |            |                 | -                       |

## Primera ronda
| Túnez  | 3:2 | Argelia         | Marruecos | 5:2 | Senegal           |
| Níger  | 2:7 | Guinea          | Burundi   | 0:5 | Egipto            |
| Togo   | 4:3 | Camerún         | Malí      | 3:5 | Ghana             |
| Congo  | 2:2 | Costa de Marfil | Nigeria   | w/o | R. Centroafricana |
| Kenia  | 0:3 | Sudán           | Tanzania  | w/o | Madagascar        |
| Uganda | 5:1 | Mauricio        | Zambia    | 9:4 | Malaui            |

| Partido                  | Partido                                | Partido | Partido                                | Partido                  | Lugar       | Estadio              | Fecha                    |
| Túnez                    | Bandera de Túnez                       | 1:1     | Bandera de Argelia                     | Argelia                  | Túnez       | El Menzah            | 23 de marzo de 1975      |
| Argelia                  | Bandera de Argelia                     | 1:2     | Bandera de Túnez                       | Túnez                    | Orán        | Ahmed Zabana         | 6 de mayo de 1975        |
| Marruecos                | Bandera de Marruecos                   | 4:0     | Bandera de Senegal                     | Senegal                  | Fez         | Hassan II            | 14 de septiembre de 1975 |
| Senegal                  | Bandera de Senegal                     | 2:1     | Bandera de Marruecos                   | Marruecos                | Kaolack     |                      | 28 de septiembre de 1975 |
| Níger                    | Bandera de Niger                       | 2:4     | Bandera de Guinea                      | Guinea                   | Niamey      |                      | 14 de septiembre de 1975 |
| Guinea                   | Bandera de Guinea                      | 3:0     | Bandera de Niger                       | Níger                    | Conakri     |                      | 28 de septiembre de 1975 |
| Burundi                  | Bandera de Burundi                     | 0:3     | Bandera de Egipto                      | Egipto                   | Buyumbura   | Louis Rwagasore      | 14 de septiembre de 1975 |
| Egipto                   | Bandera de Egipto                      | 2:0     | Bandera de Burundi                     | Burundi                  | El Cairo    | Internacional        | 28 de septiembre de 1975 |
| Camerún                  | Bandera de Camerún                     | 3:0     | Bandera de Togo                        | Togo                     | Duala       | Reunificación        | 14 de septiembre de 1975 |
| Togo                     | Bandera de Togo                        | 4:0     | Bandera de Camerún                     | Camerún                  | Lomé        |                      | 28 de septiembre de 1975 |
| Malí                     | Bandera de Mali                        | 3:1     | Bandera de Ghana                       | Ghana                    | Bamako      |                      | 14 de septiembre de 1975 |
| Ghana                    | Bandera de Ghana                       | 4:0     | Bandera de Mali                        | Malí                     | Acra        |                      | 28 de septiembre de 1975 |
| Congo                    | Bandera de República del Congo         | 1:0     | Bandera de Costa de Marfil             | Costa de Marfil          | Brazzaville |                      | 14 de septiembre de 1975 |
| Costa de Marfil          | Bandera de Costa de Marfil             | 2:1     | Bandera de República del Congo         | Congo                    | Abiyán      |                      | 28 de septiembre de 1975 |
| Nigeria                  | Bandera de Nigeria                     | w/o     | Bandera de la República Centroafricana | República Centroafricana |             |                      | -                        |
| República Centroafricana | Bandera de la República Centroafricana | o/w     | Bandera de Nigeria                     | Nigeria                  |             |                      | -                        |
| Sudán                    | Bandera de Sudán                       | 1:0     | Bandera de Kenia                       | Kenia                    | Jartum      | Jartum               | 14 de septiembre de 1975 |
| Kenia                    | Bandera de Kenia                       | 0:2     | Bandera de Sudán                       | Sudán                    | Nairobi     | Nairobi City Stadium | 28 de septiembre de 1975 |
| Tanzania                 | Bandera de Tanzania                    | w/o     | Bandera de Madagascar                  | Madagascar               |             |                      | -                        |
| Madagascar               | Bandera de Madagascar                  | o/w     | Bandera de Tanzania                    | Tanzania                 |             |                      | -                        |
| Uganda                   | Bandera de Uganda                      | 4:0     | Bandera de Mauricio                    | Mauricio                 | Kampala     |                      | 14 de septiembre de 1975 |
| Mauricio                 | Bandera de Mauricio                    | 1:1     | Bandera de Uganda                      | Uganda                   | Port Louis  |                      | 28 de septiembre de 1975 |
| Zambia                   | Bandera de Zambia                      | 3:3     | Bandera de Malaui                      | Malaui                   | Lusaka      |                      | 14 de septiembre de 1975 |
| Malaui                   | Bandera de Malaui                      | 1:6     | Bandera de Zambia                      | Zambia                   | Blantire    |                      | 28 de septiembre de 1975 |

## Segunda ronda
| Túnez | 3:3 | Sudán   | Ghana    | 2:2 | Marruecos |
| Togo  | 2:4 | Guinea  | Tanzania | 3:6 | Egipto    |
| Congo | 1:3 | Nigeria | Zambia   | 2:4 | Uganda    |

| Partido   | Partido                        | Partido | Partido                        | Partido   | Lugar        | Estadio         | Fecha                  |
| Túnez     | Bandera de Túnez               | 3:2     | Bandera de Sudán               | Sudán     | Túnez        | El Menzah       | 6 de julio de 1975     |
| Sudán     | Bandera de Sudán               | 2:1     | Bandera de Túnez               | Túnez     | Jartum       |                 | 16 de agosto de 1975   |
| Ghana     | Bandera de Ghana               | 2:0     | Bandera de Marruecos           | Marruecos | Acra         |                 | 26 de octubre de 1975  |
| Marruecos | Bandera de Marruecos           | 2:0     | Bandera de Ghana               | Ghana     | Casablanca   | Stade D'Honneur | 9 de noviembre de 1975 |
| Togo      | Bandera de Togo                | 2:2     | Bandera de Guinea              | Guinea    | Lomé         |                 | 26 de octubre de 1975  |
| Guinea    | Bandera de Guinea              | 2:0     | Bandera de Togo                | Togo      | Conakri      |                 | 9 de noviembre de 1975 |
| Tanzania  | Bandera de Tanzania            | 1:1     | Bandera de Egipto              | Egipto    | Dar es Salam |                 | 26 de octubre de 1975  |
| Egipto    | Bandera de Egipto              | 5:2     | Bandera de Tanzania            | Tanzania  | El Cairo     |                 | 9 de noviembre de 1975 |
| Congo     | Bandera de República del Congo | 0:1     | Bandera de Nigeria             | Nigeria   | Brazzaville  |                 | 26 de octubre de 1975  |
| Nigeria   | Bandera de Nigeria             | 2:1     | Bandera de República del Congo | Congo     | Lagos        | Surulere        | 9 de noviembre de 1975 |
| Zambia    | Bandera de Zambia              | 2:1     | Bandera de Uganda              | Uganda    | Lusaka       |                 | 26 de octubre de 1975  |
| Uganda    | Bandera de Uganda              | 3:0     | Bandera de Zambia              | Zambia    | Kampala      |                 | 9 de noviembre de 1975 |

## Clasificados
| Sudán | Marruecos | Guinea | Egipto |
| Sudán | Marruecos | Guinea | Egipto |
| ----- | --------- | ------ | ------ |

| Nigeria | Uganda | Guinea  | Egipto |
| Nigeria | Uganda | Etiopía | Zaire  |
| ------- | ------ | ------- | ------ |